# Gastone II di Béarn
Gastone II (in spagnolo Gastón, catalano Gastó, francese e occitano Gaston; 951 circa – 1012 circa) fu visconte di Béarn dal 1004 alla sua morte.

## Origine
Gastone, secondo la La Vasconie. Tables Généalogiques, era figlio del Visconte di Béarn, Centullo III, e della moglie di cui non si conoscono né il nome né gli ascendenti.

Centullo III di Béarn, ancora secondo la La Vasconie. Tables Généalogiques, era figlio del Visconte di Béarn, Gastone I, e della moglie di cui non si conoscono né il nome né gli ascendenti.

## Biografia
Gastone, come confermano sia la La Vasconie. Tables Généalogiques, che il Vizcondes dependientes del ducado de Vasconia, era nato nel 951.
Nel 988, il 14 settembre, Gastone (Gasto Centullus de Bearno) assieme al padre, Centullo (Centullus Gasto), sottoscrissero l'atto di acquisizione del territorio di Saint-Sever e la fondazione dell'abbazia, da parte del duca di Guascogna, Guglielmo I, come da documento n° VI (Les chartes de Saint-Sever), anno 988.

Nel 993, inoltre, Gastone (Signum Gastoni Centuli de Bearno) assieme al padre, Centullo (Centuli Gastoni), sottoscrissero il documento per il restauro dell'abbazia, sempre da parte del duca Guglielmo I.

Questi avvenimenti sono riportati anche dal Vizcondes dependientes del ducado de Vasconia.
Suo padre, Centullo III fu assassinato, nel 996, da Lupo Fuerte, signore di Serres, un suo vassallo, pare per ordine del duca Guglielmo I, come riporta anche la La Vasconie. Tables Généalogiques, aggiungendo che Lupo Fuerte fuggì a Roma dove divenne ecclesiastico, e tornato nel Bearn, divenne abate del monastero di Santa Maria, da lui fondato.
Secondo la Biografias Enciclonet, Centullo III morì nel 1004. Gastone gli succedette come Gastone II.
Il documento n° XL del Cartulaire de l'église collégiale Saint-Seurin de Bordeaux fa riferimento ad una donazione fatta da Gastone (Gastone Bearnensi), prima della partecipazione ad una crociata contro al Andalus (contra paganos deprimendos Hispaniam).
Sia la La Vasconie. Tables Généalogiques, che la Incorporación del vizcondado de Olorón, riportano che Gastone morì prima del 1022.

A Gastone II succedette il figlio Centullo, come Centullo IV

## Matrimonio e discendenza
Sempre secondo la La Vasconie. Tables Généalogiques, che il Vizcondes dependientes del ducado de Vasconia, Gastone II aveva preso moglie nel 980; della moglie di Gastone non si conoscono né il nome né gli ascendenti. 
Gastone II dalla moglie ebbe un figlio:
- Centullo, Visconte di Béarn[1][9].

### Fonti primarie
- (LA)  Cartulaire de l'église collégiale Saint-Seurin de Bordeaux.

### Letteratura storiografica
- (FR)  LA VASCONIE.
- (FR)  Histoire de la Gascogne depuis les temps les plus reculés jusqu'à nos jours. Tome 1.
- (ES)  AUÑAMENDI EUSKO ENTZIKLOPEDIARA.
- (CA)  Gran enciclopèdia catalana.